# Anton Klamroth

Anton Klamroth

Anton Klamroth (* 29. April 1860 in Moskau; † 11. Februar 1929 in Leipzig) war ein deutscher Porträtmaler, spezialisiert auf Pastell- und Aquarellmalerei.

## Leben
Anton Klamroth war der Sohn des deutschen Violinisten, Komponisten, Musikpädagogen und Konzertmeisters an der Kaiserlichen Oper Moskau (1856–1901) Karl Klamroth (1828–1912). Antons Schwester Marie Lomnitz-Klamroth war die bekannte Direktorin der Deutschen Zentralbücherei für Blinde.
Nach seiner Gymnasialzeit in Moskau und Gotha besuchte er von 1882 bis 1884 die Bauakademie in Berlin und studierte ab 1883 zugleich an der Berliner Akademie der Künste, unter anderem bei Paul Thumann und Carl Gustaf Hellqvist.
Von 1890 bis 1892 lebte Klamroth als selbständiger Porträtmaler in Meiningen. 1893 eröffnete er in Leipzig, seiner wichtigsten Wohn- und Wirkungsstätte, eine Mal- und Zeichenschule für Damen. 1903 heiratete Klamroth seine Schülerin Hermine von Walther (* 12. Juli 1877).
Auch als Sammler von Zinnsoldaten und Begründer des deutschen Sammlerbundes für Zinnfiguren KLIO machte er sich einen Namen:

„K. ist Besitzer der bedeutendsten Zinnsoldatensammlung in Europa und hat über dieses Gebiet auch gelegentlich geschrieben.“

## Werk
Die größte Bekanntheit erlangte Anton Klamroth durch eine bedeutende Anzahl von Fürstenbildnissen, u. a. Gemälde des deutschen Kaiserpaars Wilhelm II. und Auguste Viktoria sowie des sächsischen Königs Friedrich August III. Ebenso durch seine Pastellporträts mehrheitlich Leipziger Bürger, u. a. von Adolf Wach, Wilhelm Ostwald, Arthur Nikisch, Ferdinand Pfohl, Carl Bruno Tröndlin, Rudolf Dittrich, Adolf Fick und Friedrich Prym, die auch in Berlin und Paris ausgestellt wurden.

Arthur Nikisch, Pastell, 1896
Carl Bruno Tröndlin, Pastell, 1900
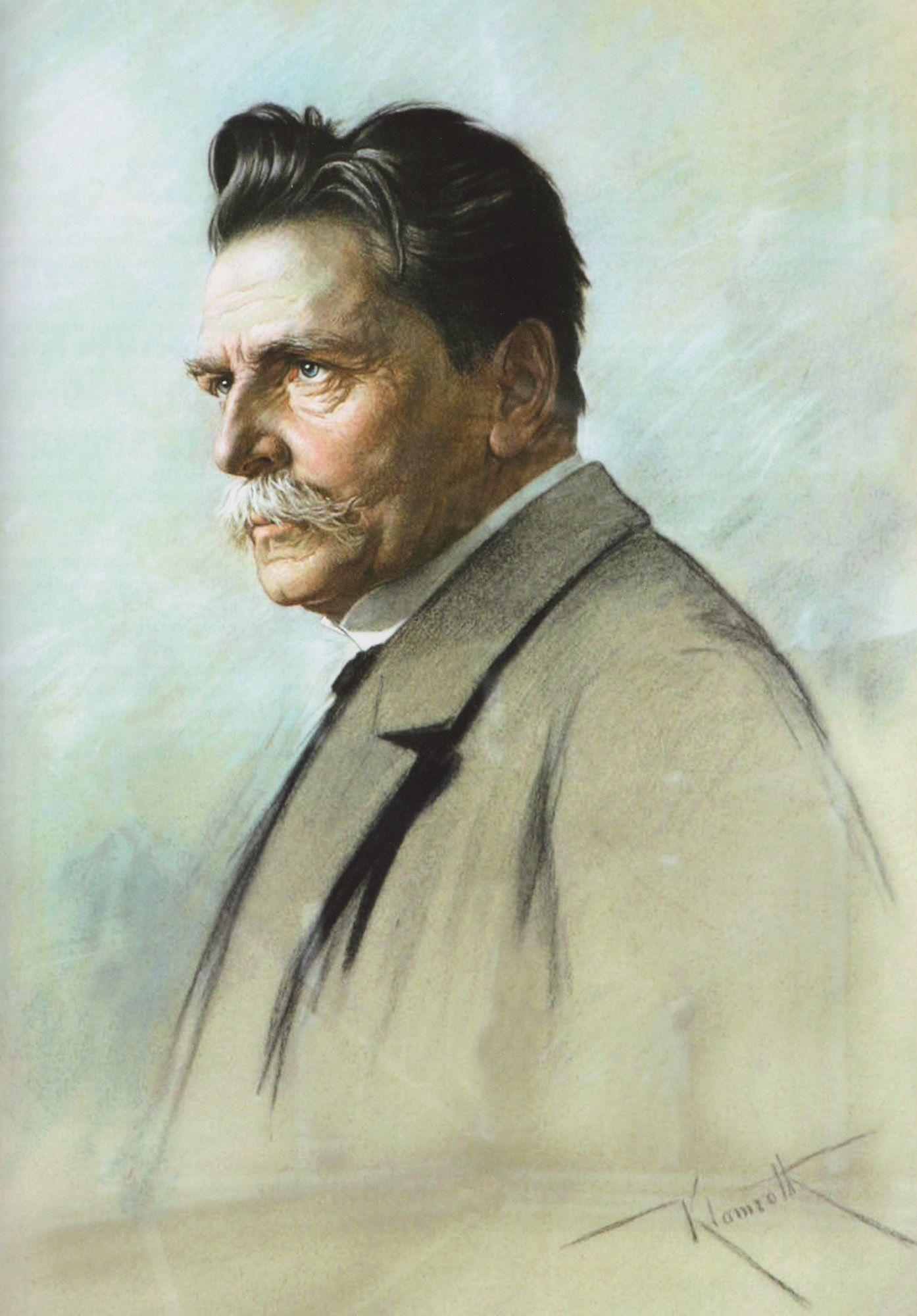
Adolf Wach, Pastell, 1900
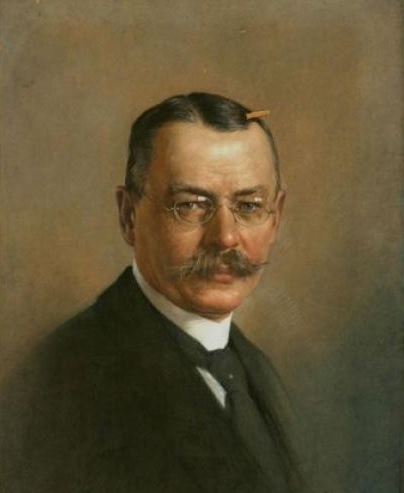
Rudolf Dittrich
Hugo Licht, Kreidezeichnung
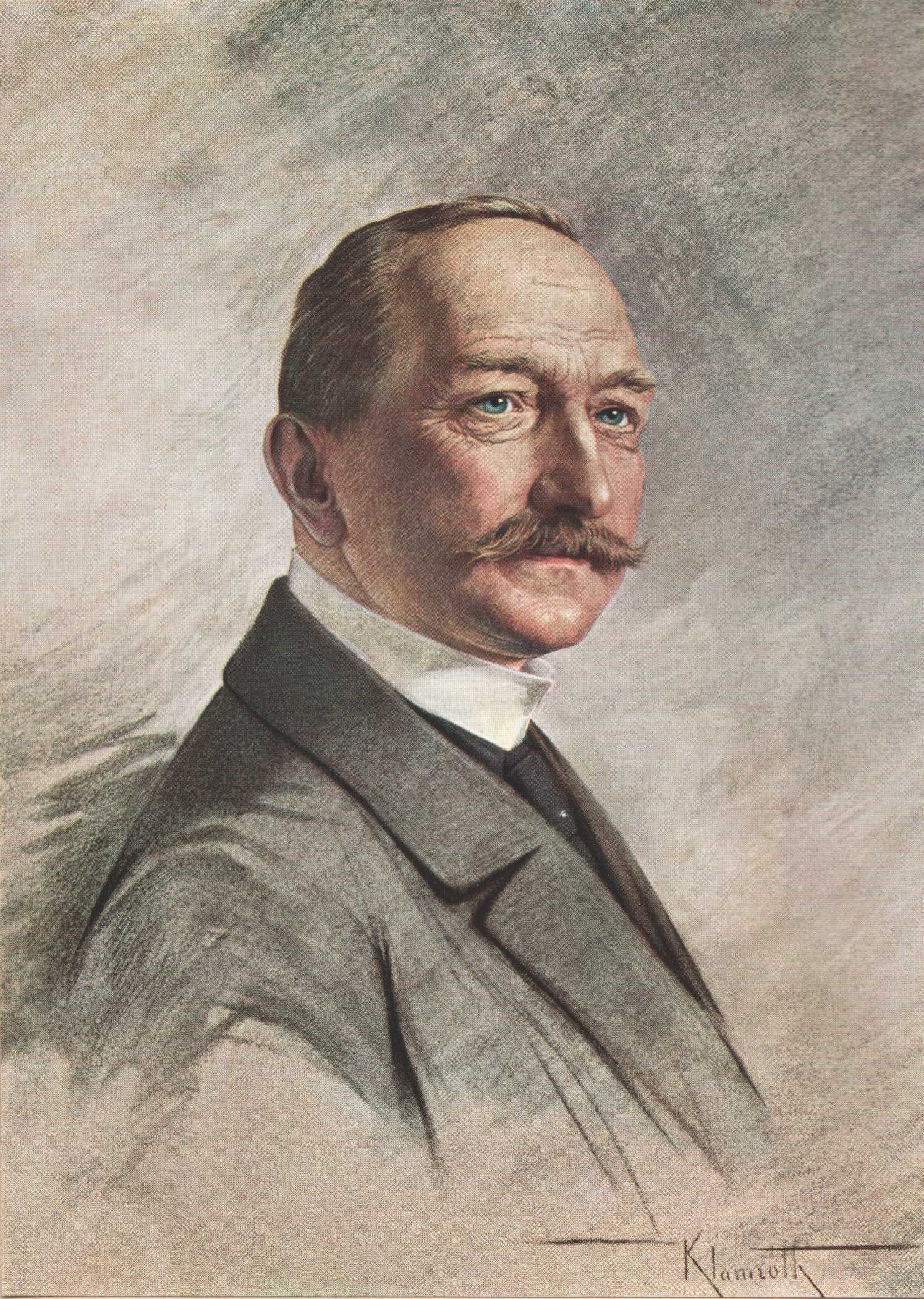
Paul Thorer

## Auszeichnungen und Ernennungen
- Silberne Medaille für Kunst- und Wissenschaft, Herzogtum Sachsen-Coburg und Gotha
- Herzoglich Sachsen-Ernestinischer Hausorden, Komturkreuz
- 1909: Königlich-sächsischer Hofrat

## Mitgliedschaften
- Société nationale des beaux-arts, Paris
- Allgemeine Deutsche Kunstgenossenschaft
- Münchner Künstlergenossenschaft
- Leipziger Künstlerverein